# Helcostizus contortae
Helcostizus contortae là một loài tò vò trong họ Ichneumonidae.